# Harold Biervliet (journalist)
Harold Biervliet is een Surinaams-Nederlands journalist en radiopresentator. Hij was hoofd nieuwsdienst voor de SRS in Suriname. Voor KRO's Echo bracht hij in 1982 als eerste het nieuws over de Decembermoorden. Van 1994 tot 2012 presenteerde hij meerdere programma's voor de Wereldomroep.

## Biografie
Biervliet ging nog naar de mulo toen hij met vrienden begon aan wekelijkse uitzendingen over jeugdonderwerpen bij het toenmalige radiostation Algemene Vereniging Radio Omroep Suriname (AVROS). Na zijn mulo werkte hij nog een korte tijd als verslaggever voor AVROS en besloot vervolgens om zich in het radiovak te verdiepen in Nederland. Daar studeerde hij journalistiek en culturele antropologie.
Hij begon zijn radioloopbaan in Nederland en was rond 1968 verslaggever voor de Caribische sectie van de Wereldomroep. In 1978 besloot hij voorgoed terug te keren naar Suriname en werd er hoofd van de nieuwsdienst van de SRS. Ondertussen werkte hij aan zijn droom om een eigen radiostation op te richten, tot de staatsgreep van 1980 plaatsvond. Hij was erbij toen het radiostation door de coupplegers werd ingenomen. Hij en zijn collega's werden geïntimideerd door militairen die met wapens zwaaiden en granaten gooiden. Die voorvallen maakten voorgoed een eind aan zijn droom en kort daarna zat hij op het vliegtuig terug naar Nederland.
Twee jaar later, op 8 december 1982, was hij eindredacteur van het actualiteitenprogramma Echo van de KRO toen hij als eerste het nieuws over de Decembermoorden naar buiten bracht. Hij verloor goede vrienden, zoals André Kamperveen, Cyrill Daal, Gerard Leckie en Lesley Rahman. Hun verlies betekende sindsdien een blijvend struikelblok om nog terug te keren naar Suriname.
Gedurende de jaren werkte hij voor bijna alle Nederlandse radio-omroepen, tot hij in 1994 bij de Wereldomroep aan het werk ging. Hier presenteerde hij programma's als Nieuwslijn Suriname en Canta America. Uiteindelijk besloot de regering om het budget voor de publieke omroep te verlagen van 47 naar 14 miljoen euro per jaar. De Wereldomroep bracht hierom de focus terug tot programma's over gebieden waar de persvrijheid onder druk stond. Suriname hoorde hier inmiddels niet meer bij, waardoor de opheffing van de Caribische redactie was bezegeld. De laatste uitzending van Canta America was in september 2012.
Na zijn ontslag bleef Biervliet schrijven voor het vakblad van militairen. In 2019 publiceerde hij met Roy Khemradj een memoriam in Starnieuws over cultuurkenner Ben Mitrasingh.